# Шоу, Стивен
Стивен Шоу (англ. Stephen William Shaw; 1817—1900) — американский художник-портретист и путешественник — посетил Калифорнию во времена золотой лихорадки.

## Биография

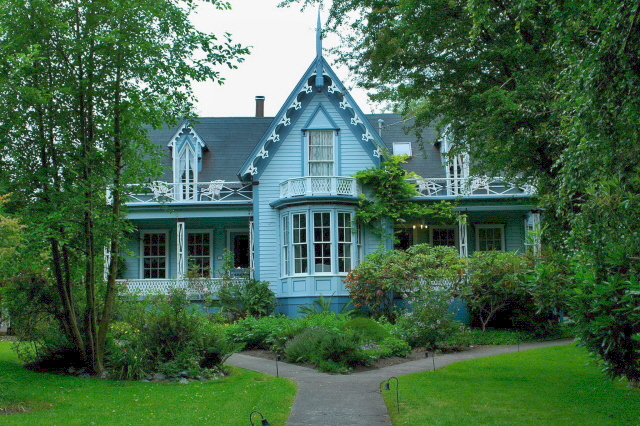
Дом братьев Шоу в Ферндейле

Родился 15 декабря 1817 года в городе Уинсор в штате Вермонт, в семье Сета и Элизабет Баррет Шоу, американских революционеров, потомков пуритан.
В начале своей карьеры художника преподавал рисование и чистописание в Norwich Military Academy, затем стал учителем рисования и директором Boston Athenæum. До переезда на американский юг зарабатывал на жизнь как странствующий портретист. В 1845 году, вскоре после открытия студии в Лексингтоне, Кентукки, Шоу написал свою первую работу маслом. Год спустя в Батон-Руже он написал портрет генерала Закари Тейлора, за что получил серебряную медаль в American Institute. В 1848 году ему был заказан на 1000 долларов портрет сына будущего военного губернатора Калифорнии Persifor Frazer Smith, для чего художник ездил в Мексику. После этого Шоу вернулся в Новый Орлеан.
21 апреля 1849 года он покинул Новый Орлеан и поехал в Калифорнию, чтобы самому увидеть и принять участие в золотой лихорадке. Одним из пассажиров на его корабле был Коллис П. Хантингтон — строитель железных дорог в США. Стивен Шоу отправился на золотые рудники на острове Мормон, где жил около шести месяцев, затем переехал в Сакраменто, где находился в течение февраля и марта 1850 года. Здесь познакомился с видными калифорнийцами, чьи портреты он позже создал.
В начале марта 1850 года художник уехал из Сан-Франциско на шхуне Laura Virginia под командованием капитана Douglas Ottenger. Их плавание проходило с остановкой в Тринидаде, где Шоу посетил многие прилегающие заливы. В Сан-Франциско он вернулся 5 апреля 1851 года. Здесь продолжил художественную деятельность и поселился вместе с братом Seth Louis Shaw в местечке Table Bluff неподалеку от города Loleta, Калифорния. В августе 1852 года они с братом на каноэ пересекали Угриную речку (англ. Eel River), продвигаясь вверх по течению Соленой реки (англ. Salt River). Здесь уже зимой они нашли привлекательный участок земли, очистили его от леса и построили первую времянку, в которой перезимовали в компании с несколькими колонистами, прибывшими на эти земли вслед за ними. По весне первопроходцы отправились дальше осваивать новые территории для будущих поселений, куда устремилось все больше людей, вдохновлённых успешным опытом братьев Шоу.
Они назвали свой новый дом Ферндейл (англ. Ferndale). В 1854 году стивен вернулся в Сан-Франциско, а в 1856 году продал принадлежащий ему участок земли в Ферндейле. В Сан-Франциско Шоу создал художественную студию, вступил в масонское общество Mason’s California Lodge No. 1, создав более 200 портретов членов общества. В 1860 году он получил первый приз за лучший портрет маслом на ярмарке California State Fair.
18 апреля 1861 года Шоу женился на Mary Frances Meacham. У них было двое детей. Мэри умерла 2 октября 1866 года. Шоу с 1971 года путешествовал и вторично женился на Lucretia Swain из Нантакета, штат Массачусетс, 12 августа 1873 года, вернувшись в Сан-Франциско.
Умер 12 февраля 1900 года в Сан-Франциско. В газете San Francisco Examiner от 16 февраля 1900 года был размещен некролог.

## Труды

Некоторые работы
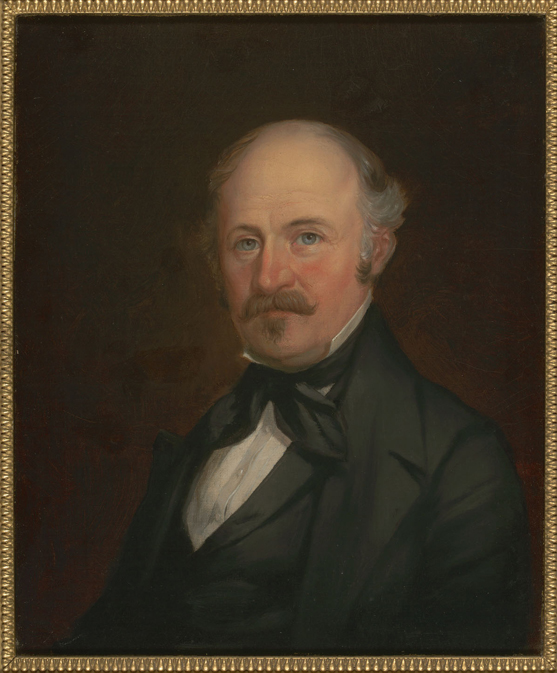
Джон Саттер, 1851
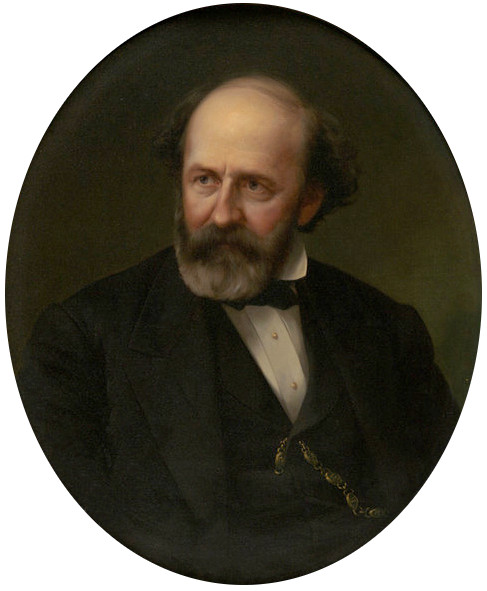
Коллис Хантингтон, 1872
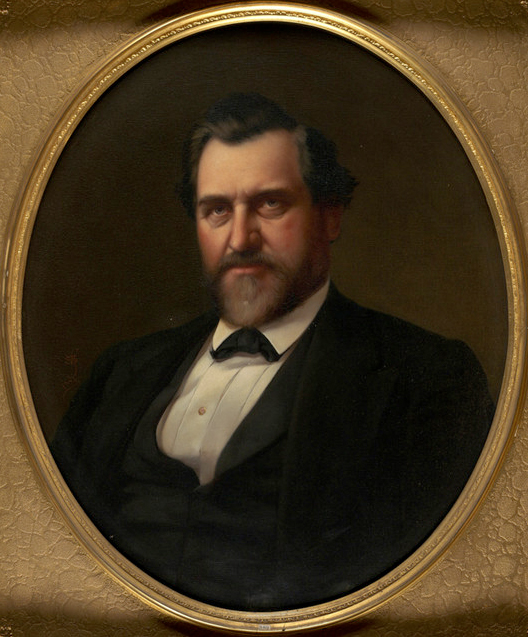
Леланд Стэнфорд, 1872
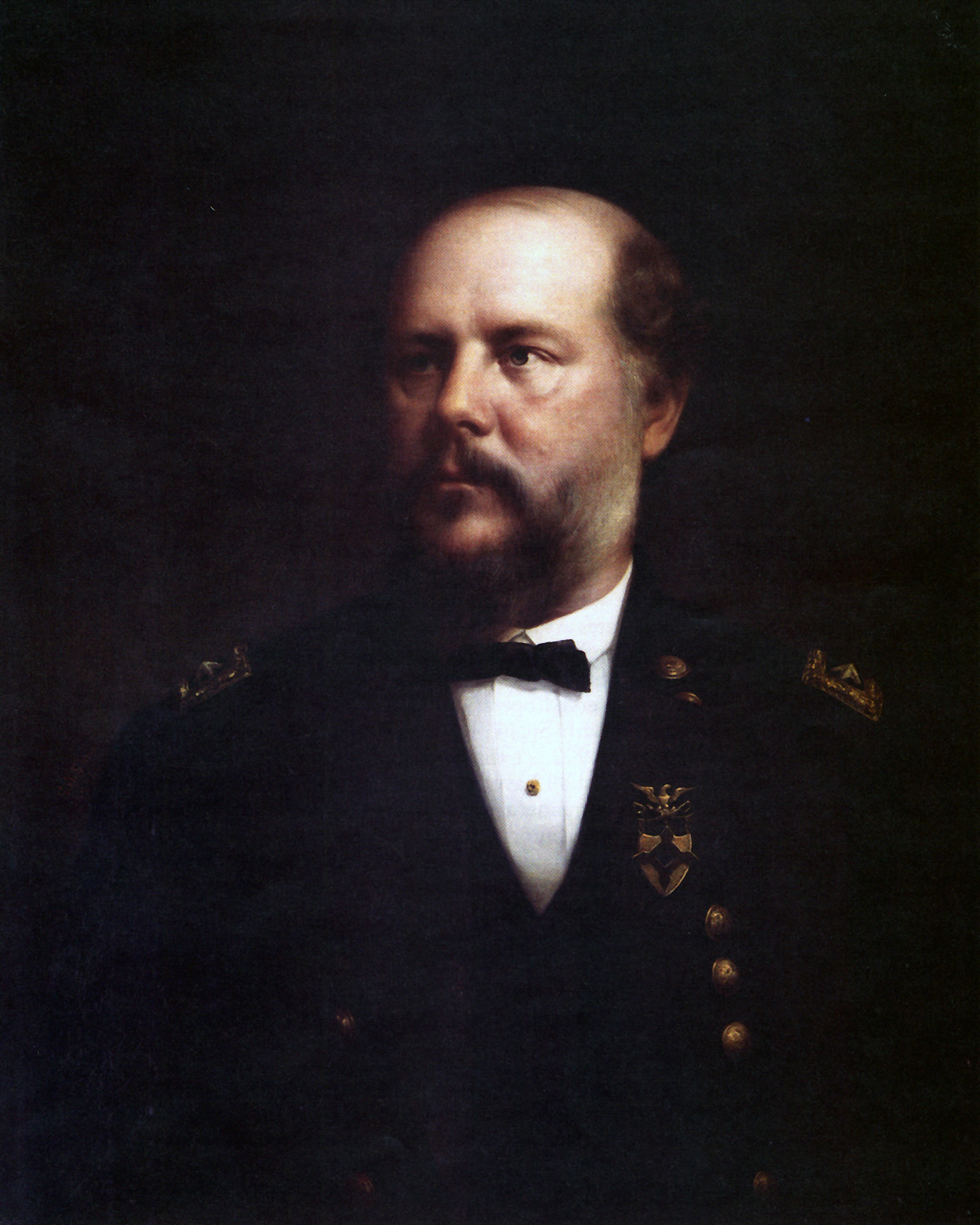
Джон Скофилд, ?